# HD 23079
HD 23079 — звезда в созвездии Сетки на расстоянии около 113,5 световых лет от нас. Вокруг неё вращается, по меньшей мере, одна планета — HD 23079 b.

## Характеристики
Звезда не видна невооружённым глазом. Она относится к классу оранжево-жёлтых карликов. Данных о ней очень мало, известно лишь, что её масса предположительно составляет около 1,10 солнечной, а светимость эквивалентна 1,4 солнечной.

## Планетная система
В ноябре 2001 года группа астрономов объявила об открытии планеты в системе HD 23079. Расчёты показали, что она имеет массу, равную приблизительно 2,5 массы Юпитера и обращается от родительской звезды на расстоянии около 1,5 а.е.

## Ближайшее окружение звезды
Следующие звёздные системы находятся на расстоянии в пределах 20 световых лет от HD 23079:
| Звезда    | Спектральный класс | Расстояние, св. лет |
| HD 20916  | K0 V / ?           | 6,7                 |
| CD-51 887 | G1 V               | 8,2                 |
| CD-52 858 | K1 Vp / ?          | 8,4                 |
| CD-58 689 | G8 V               | 13                  |
| CP-47 332 | G0 V               | 18                  |
| HR 1418   | F5-8 V             | 20                  |